# Джазовая провинция
Джазовая провинция — Ежегодный фестиваль импровизационной музыки. Своим рождением он обязан курскому джазовому пианисту Леониду Винцкевичу. До начала «Провинций» в Курске традиционно проходил джазовый фестиваль. Он не имел четкой программы и сроков проведения. С 1996 года фестиваль получил название «Джазовая провинция», Леонид Винцкевич стал его арт-директором и сформировалась исключительная идея — мероприятие стало кочующим и главный старт и наиболее обширная программа фестиваля проходят в Курске. В разные годы маршрут фестиваля пролегал по различным городам Европейской части России: Брянск, Воронеж, Тамбов, Липецк, Старый Оскол, Белгород, Орел, Санкт-Петербург, Москва. За 14 лет в фестивальных концертах приняли участие более 650 музыкантов из 25 городов.
Появление такого музыкального мероприятия вдохнуло джазовую жизнь во множество провинциальных городов, в которых ранее об этом направлении музыки знали лишь понаслышке. Только с запуском «Провинции» появилась возможность прокатить по нестоличным городам России целое созвездие музыкантов с мировым именем.
Фестиваль почтили своими выступлениями практически все звезды российского джаза.
Учитывая то, что джаз — искусство импровизационное, Л. Винцкевич постоянно импровизирует и на сценических площадках фестиваля появляются нетрадиционные для этого музыкального направления исполнители.
XI фестиваль (2006 г.) в Курске начинался с театрального представления. В роли приглашенной звезды с моно-спектаклем выступил народный артист России Александр Филиппенко.
Единственные постоянные участники всех программ — это сам Леонид Винцкевич и его сын — саксофонист Николай Винцкевич. Почти во всех фестивалях участвовал постоянный партнер Винцкевича эстонский саксофонист Лембит Саарсалу.
В 1989 Леонид Винцкевич и Лембит Саарсалу стали первыми русскими музыкантами, которых пригласил на фестиваль Лайонел Хэмптон. На тринадцатую «Джазовую провинцию» Винцкевич постарался пригласить тех музыкантов, которым довелось играть на одной сцене с Лайонелем Хэмптоном.
Участниками фестиваля в разные годы становились:
- мультиинструменталист Давид Голощекин (Санкт-Петербург)
- артист театра и кино Александр Филиппенко (Москва)

- пианист Даниил Крамер
- джазмен Игорь Бутман
- гитарист Роман Мирошниченко

- ударные Епанешников Виктор

- гитарист Иван Смирнов[1] (Москва)

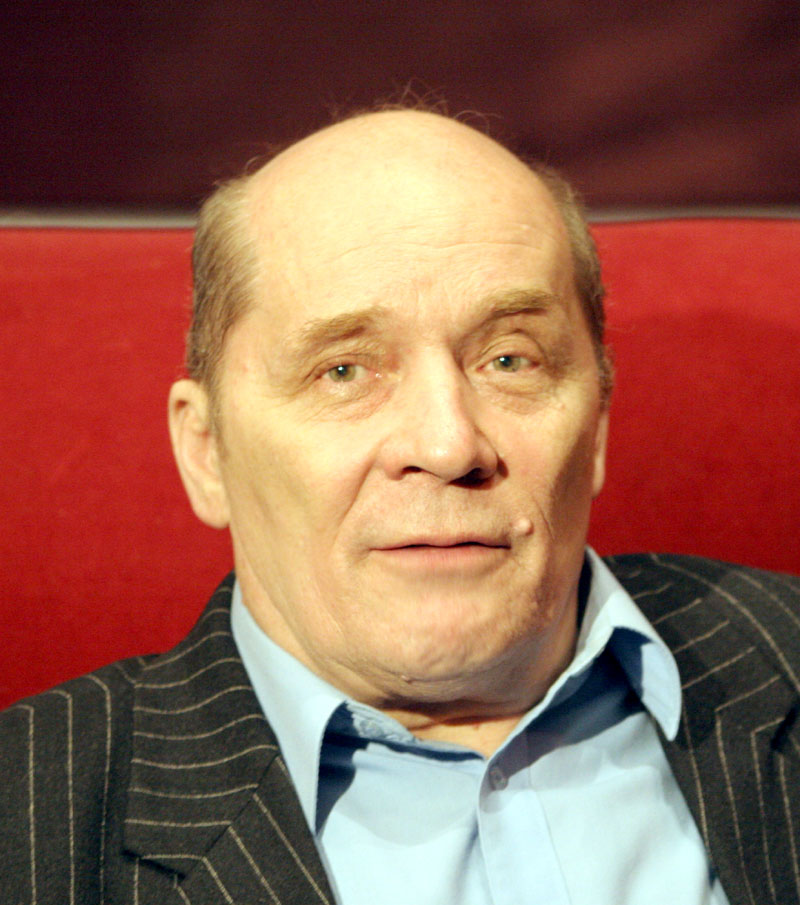
Александр Филиппенко

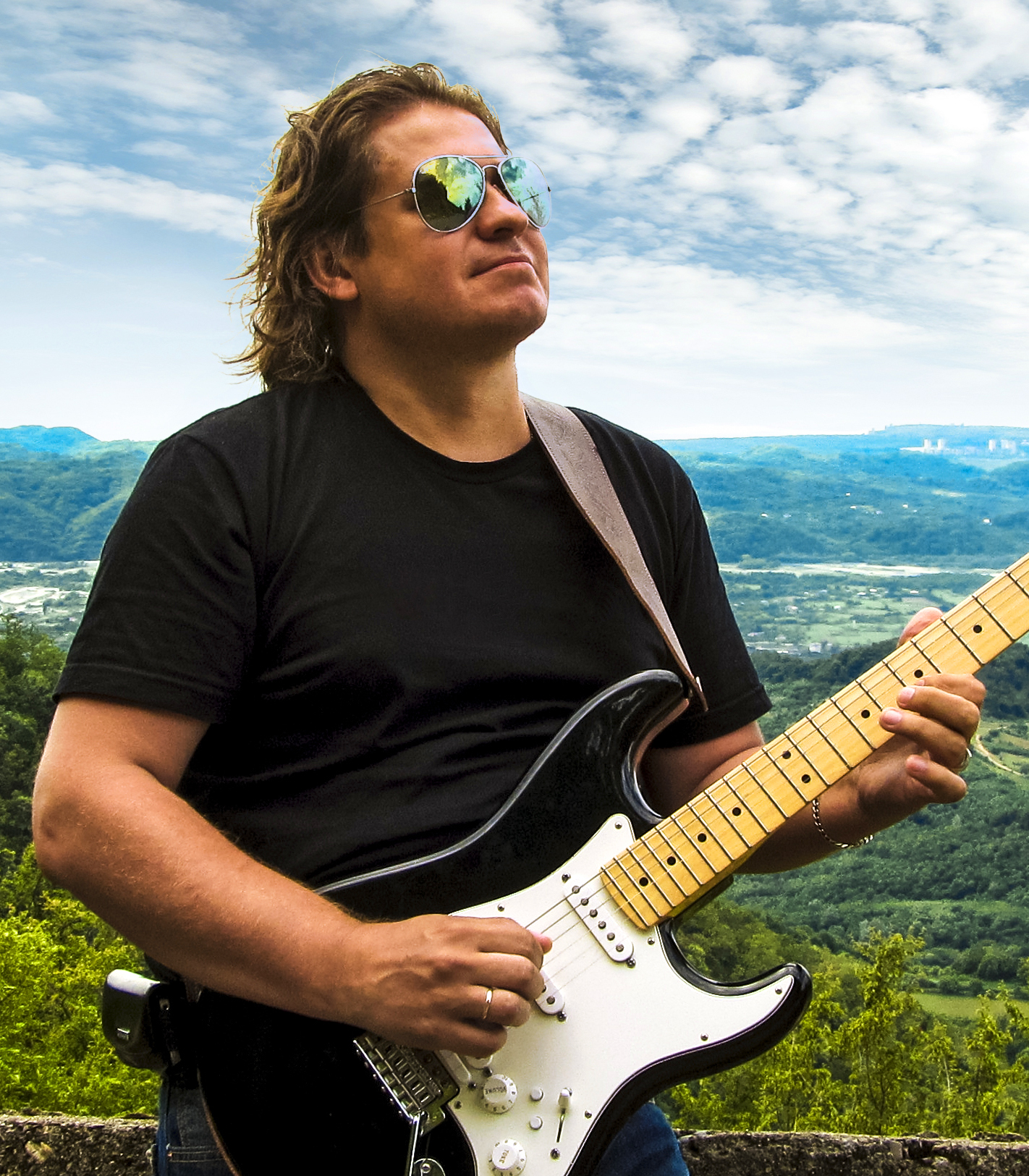
Роман Мирошниченко

- саксофонист Георгий Гаранян[2] (Москва)
- бас-гитарист Евгений Шариков (экс-солист группы «Арсенал»)
- клавишник Дмитрий Илугдин (экс-солист группы «Арсенал»)
- саксофонист Алексей Козлов[3] (основатель группы «Арсенал»)
- Леонид Винцкевич[4] (фортепиано, Курск)

- саксофонист Лембит Саарсалу

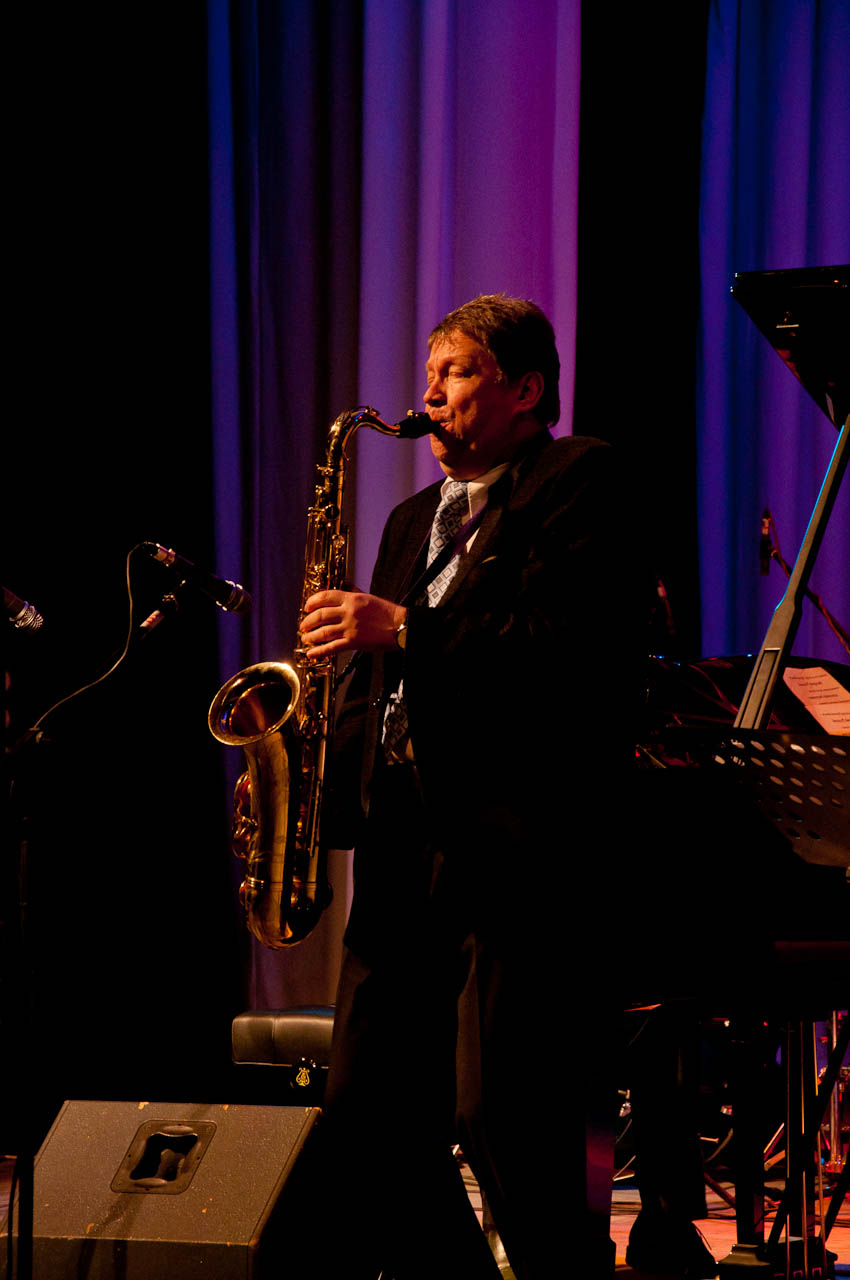
Лембит Саарсалу

- джазовый гитарист Алексей Кузнецов

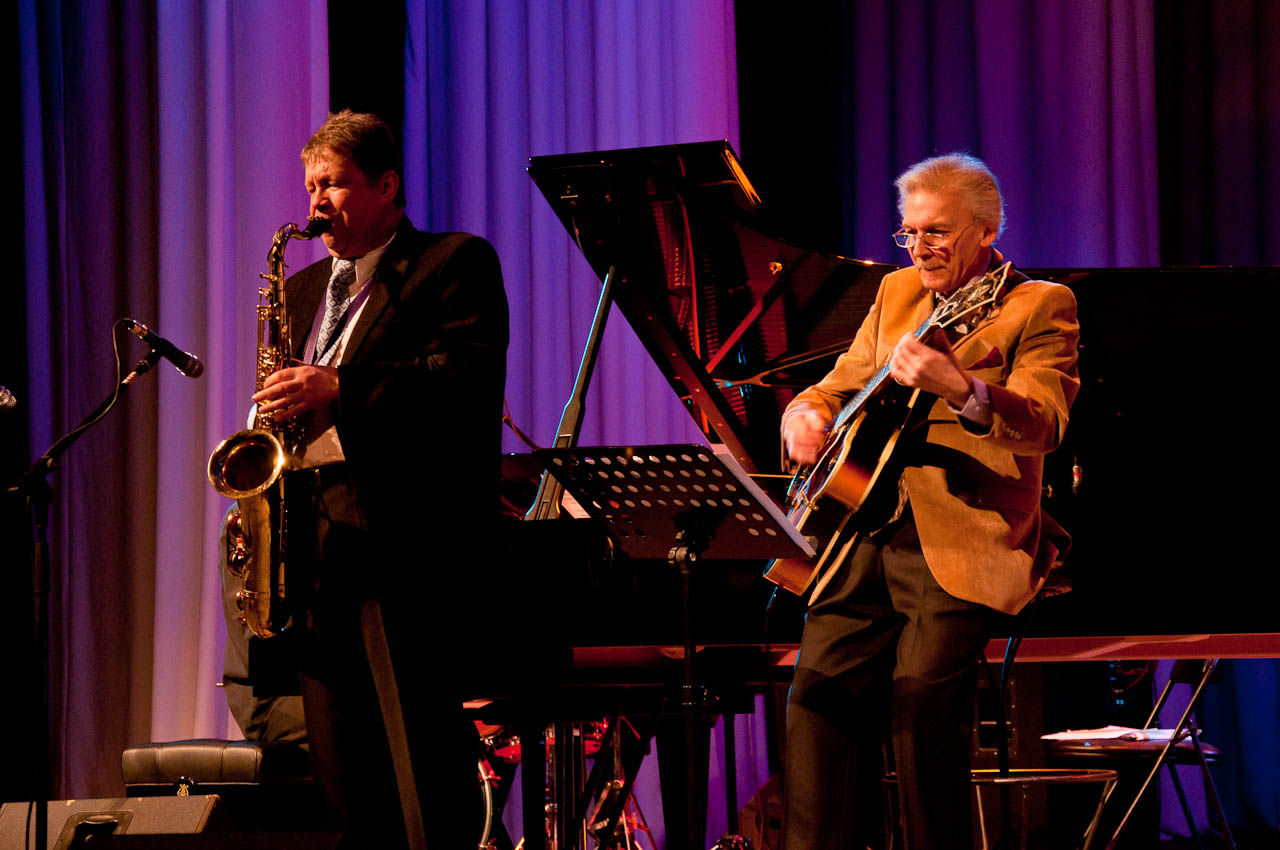
Алексей Кузнецов и Лембит Саарсалу

- Николай Винцкевич (саксофоны, Москва)

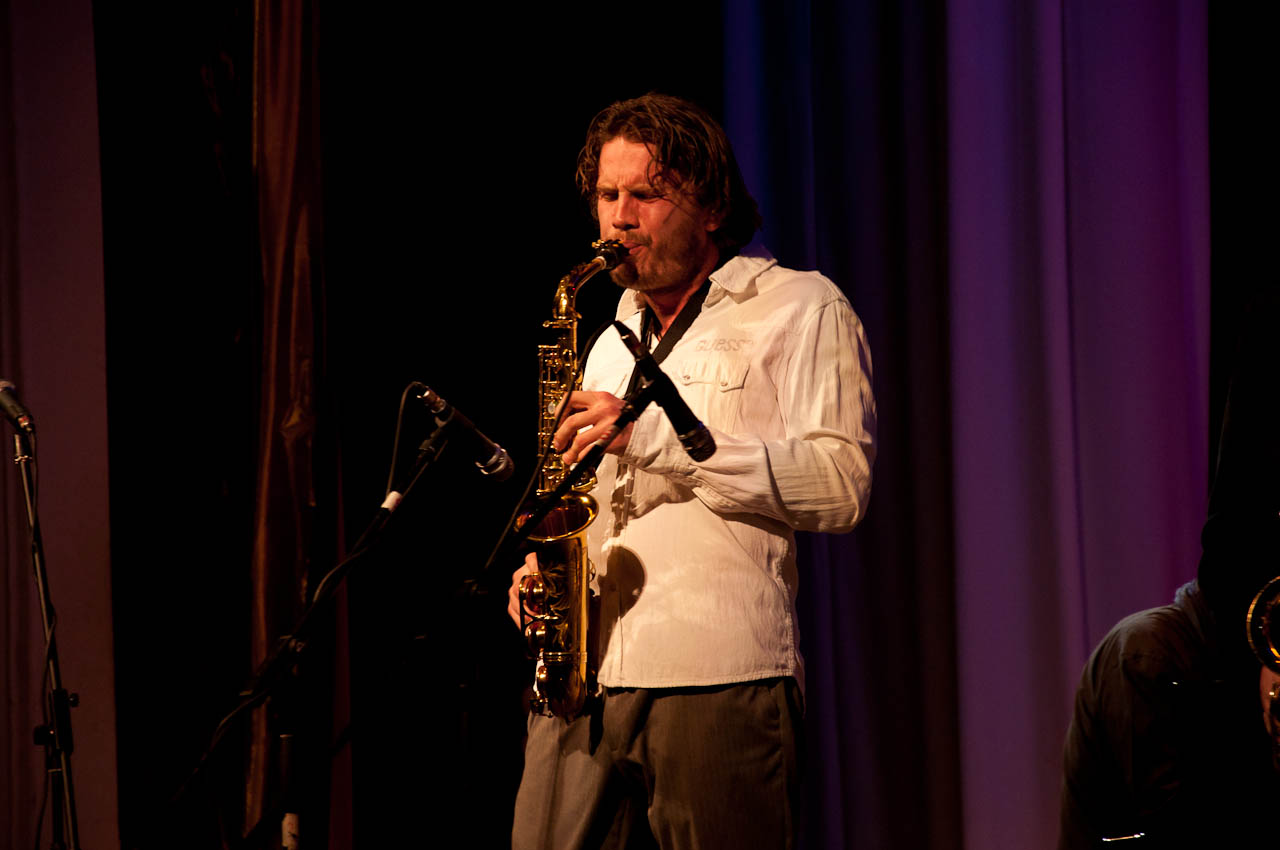
Николай Винцкевич

- Олег Юданов (ударные, Архангельск)
- тромбонист и перкуссионист Jay Ashby (США)

- вибрафонист Volker Frischling (Германия)
- ударные Joel Taylor (США)
- басист Kip Reed (США)

- клавишник George Colligan (США)
- Эвелин Уайт (США)
- «Академик Бэнд» п/у Анатолия Кролла
- гитарист Алексей Кузнецов
- Вероника Мортенсен & квартет (Дания)
- Квартет Тони Симорози (США) (Тони Симорози (бас), Майк Кларк (ударные), Ник Барилук (фортепиано), Боб Магнуссон (тенор-саксофон))
- Эрли Леонард (США) и трио Евгения Рябого (Россия)
- Лера Гехнер Бэнд[5] (Санкт-Петербург)
- Man Sound[6] (Киев)
- New York Voices[7] & jazz-trio

- Stekpanna[8] (Великобритания, Дания, Швеция): Steve Kershaw (контрабас), Mads Kjølby (гитара), Petter Svärd (ударные)

- директор ежегодного фестиваля Лайонела Хэмптона (США, Айдахо) доктор Линн Скиннер
- звукорежиссёр фестиваля «Джазовая Провинция» в течение всего срока существования этого проекта — Дмитрий Дощанов

### Пресса о фестивале «Джазовая провинция»
- Океан Джаза (Онлайн-газета «ПиRамида») (недоступная ссылка)
- Мауша Аднет: «Хочу наслаждаться каждой минутой на сцене» (Онлайн-газета «ПиRамида») (недоступная ссылка)
- XXI Международный фестиваль «Джазовая провинция» в именах и цифрах